# Lüttichau (Adelsgeschlecht)

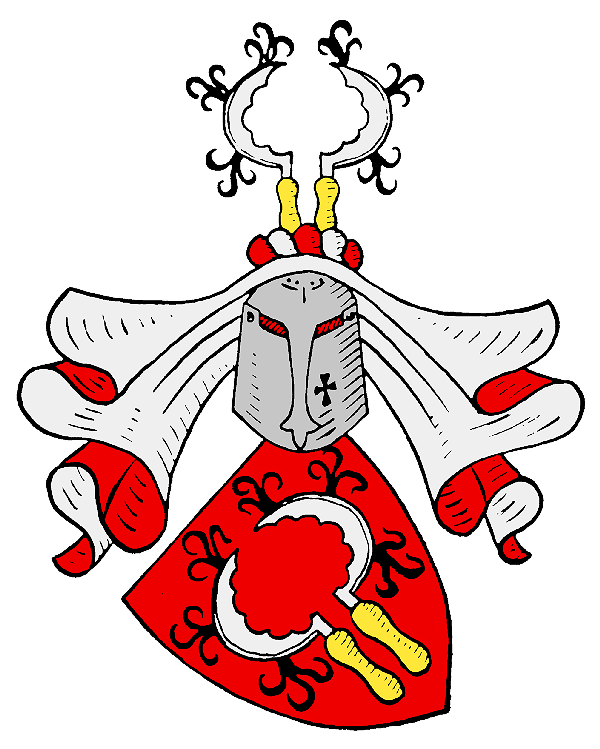
Wappen derer von Lüttichau

Lüttichau ist der Name eines alten meißnischen Adelsgeschlechts. Der Familienname wechselte zwischen Lütig, Lüttich, Lütiche, Lutchaw, Lütchau und Lüttichau.

## Geschichte
Das Geschlecht erscheint am 27. Februar 1355 erstmals urkundlich mit Heinrich von Lutchaw, seit etwa 1335 Besitzer des Schradenwaldes bei Ortrand, mit dem auch die Stammreihe beginnt. Stammsitz war das unweit in Großkmehlen gelegene Schloss Großkmehlen.

### Adelserhebungen/Adelsanerkennungen

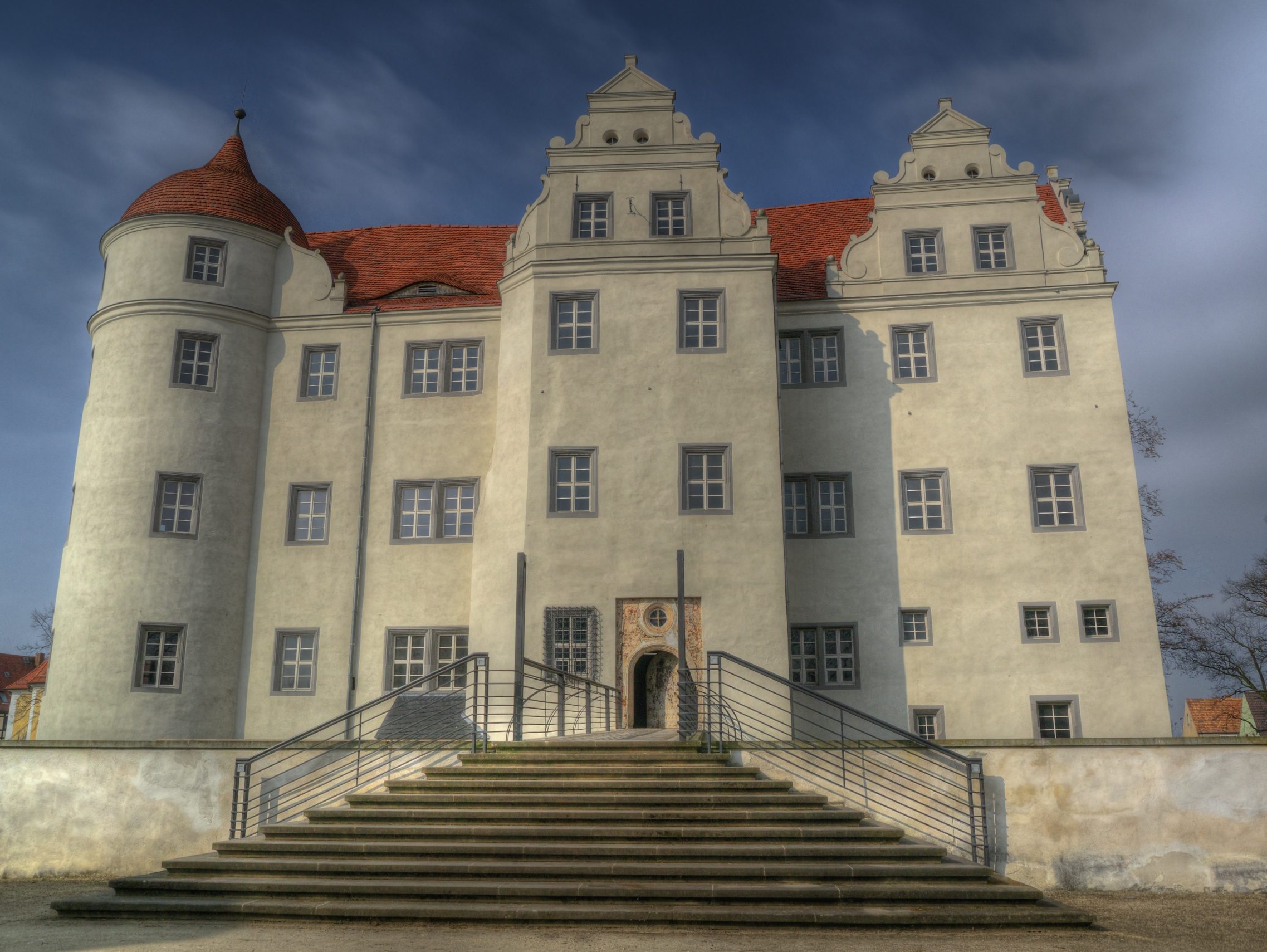
Schloss Großkmehlen

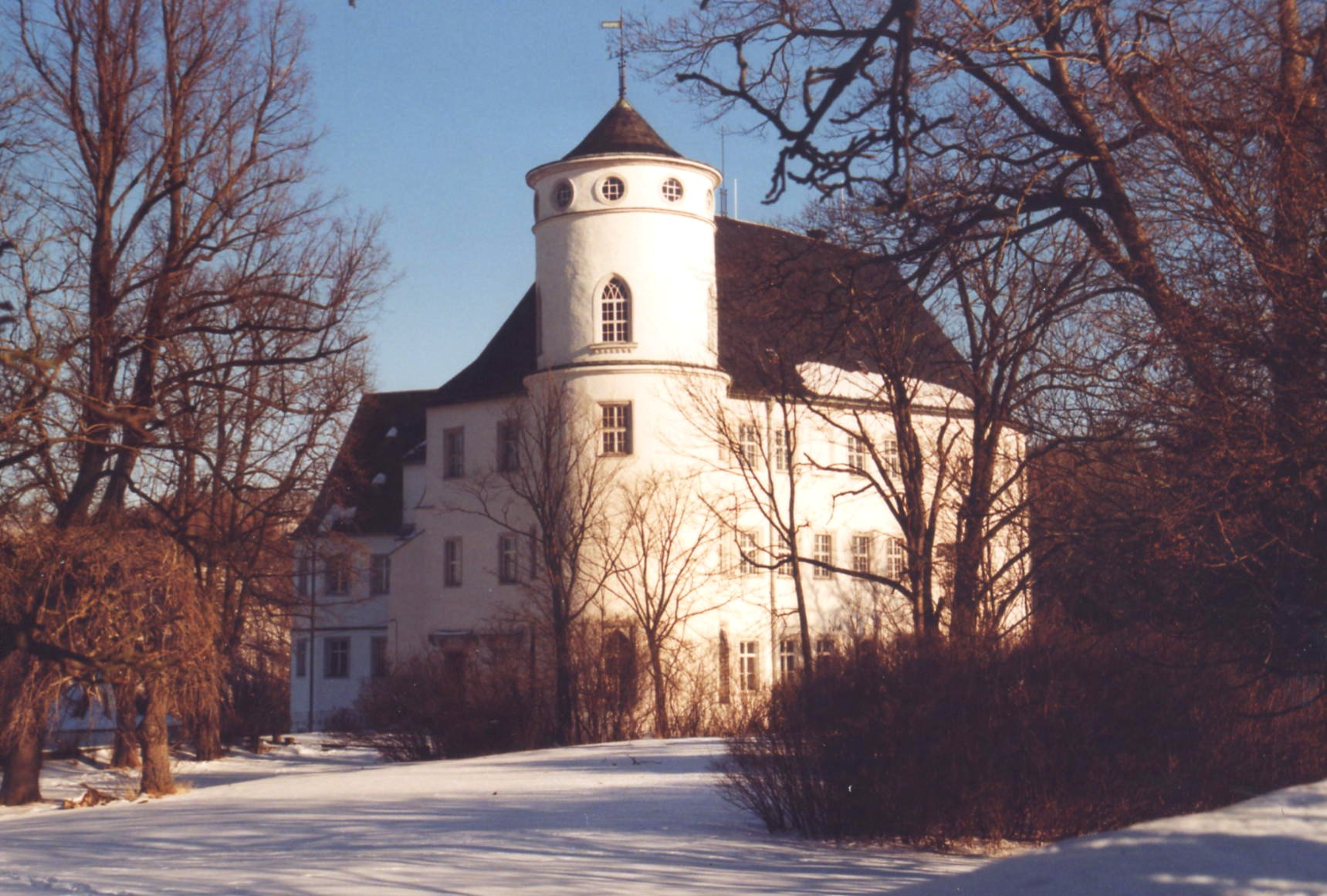
Schloss Bärenstein: 1816–1945 im Besitz der Familie

- Linie Kmehlen, älteres Haus: Österreichische Bestätigung des Freiherrntitels am 11. Mai 1865 für Rudolf Freiherr von Lüttichau, k.u.k. Polizeiwachtmeister der Arcièren-Leibgarde.
- Linie Kmehlen, jüngeres Haus: Reichsgrafenstand am 5. August 1769 in Wien für Ludwig Gottlob von Lüttichau, kurfürstlich sächsischer Kammerherr. Kurfürstlich sächsische Anerkennung am 31. Oktober 1769 für denselben.
- Linie Tjele, älteres Haus: Dänische Adelsnaturalisation vom 25. Januar 1887 für die Brüder Christian Lüttichau, Gutsherr auf Tjele (Viborg Amt) und anderen, königlich dänischer Kammerherr und Hofjägermeister, später Finanzminister, Helmuth von Lüttichau, Gutsherr auf Viskum, königlich dänischer Kammerjunker und Premierleutnant, und den Ingenieur Ulysses Lüttichau.
- Linie Tjele, jüngeres Haus: Reichsgrafenstand als „Graf und Herr von Lüttichau“ am 24. November 1791 in Wien für Dr. jur. Christian Friedrich Tønne von Lüttichau, herzoglich braunschweigisch-lüneburger Geheimer Etatsrat.
- Linie Ulbersdorf: Königlich sächsische Genehmigung zur Führung des Freiherrntitels am 7. März 1877 in Dresden für Friedrich August Kurt von Lüttichau (1815–1888), königlich sächsischer Kammerherr und Legationsrat.

## Wappen
Das Stammwappen zeigt in Rot zwei gegeneinander aufgerichtete, gold-begriffte, ausgezackte, silberne Streitsicheln, deren Rücken dreimal mit je drei schwarzen Hahnenfedern bestückt sind. Auf dem Helm mit rot-silbernen Decken das Schildbild.

## Bekannte Familienmitglieder
- Bernhard von Lüttichau (1836–1893), preußischer Landrat
- Christian Ditlev von Lüttichau (1832–1915), dänischer Finanzminister, Mitglied des Folketings
- Christian von Lüttichau (1766–1809), dänischer Generalmajor
- Christian Friedrich Tönne von Lüttichau (1748–1805), Kammerherr und Braunschweiger Etatrat, preußischer Bevollmächtigter Gesandter im Niedersächsischen Kreis
- Frederik von Lüttichau (* 1988), deutscher Schauspieler
- Hannibal von Lüttichau (1915–2002), Major der Panzertruppe, Ritterkreuzträger
- Hans Helmuth von Lüttichau (1670–1732), deutsch-dänischer Offizier
- Helmfried von Lüttichau (* 1956), deutscher Schauspieler, Synchronsprecher und Lyriker
- Ida von Lüttichau, geb. von Knobelsdorff (1798–1856), deutsche Künstlerin
- Karl von Lüttichau (1834–1889), sächsischer Kämmerer
- Leo Reichsgraf von Lüttichau auf Prausnitz (1882–1965)
- Lothar Eugen von Lüttichau zu Gamig und Meuscha (1822–1910), sächsischer Kammerherr, Gutsbesitzer
- Mario-Andreas von Lüttichau (* 1952), Kunsthistoriker, Kurator des Museums Folkwang in Essen
- Mathias von Lüttichau (1795–1870), dänischer Offizier und Kriegsminister
- Maximilian von Lüttichau (1838–1899), Kammerherr der Königin Elisabeth von Preußen, Rittergutsbesitzer, christliche Jugendpflege (Ballenstedt, Niesky)
- Rudolf von Lüttichau (1622–1703), polnischer und sächsischer Oberkriegskommissar und Kreishauptmann
- Rudolph August von Lüttichau (1678–1746), polnischer und sächsischer Kammer- und Bergrat sowie Amtmann
- Siegfried von Lüttichau (1877–1965), lutherischer Theologe und Verbandsvorsitzender
- Theodor von Lüttichau (1795–1867), preußischer Generalleutnant
- Wolf von Lüttichau (1565–1639), Geheimer Rat
- Wolf Adolf August von Lüttichau (1786–1863), Generalintendant des sächsischen Hoftheaters Dresden
- Wolff Siegfried von Lüttichau auf Zschorna und Baßlitz (1610–1671), kaiserlicher Rat und Reichspfennigmeister des Ober- und Niedersächsischen Kreises sowie Kanzler, Geheimer Rat und Kammerherr des Kurfürsten von Sachsen
- Wolff von Lüttichau (1704–1765), dänischer Generalmajor[2]
- Wolfgang von Lüttichau (1498–1571), Sächsischer Geheimrat, Domherr zu Meißen
- Wolfgang Graf von Lüttichau (* 1952), Sozialpädagoge

## Weitere Literatur
- Otto Fiebiger (Hrsg.): Ludwig Tieck und Ida von Lüttichau in ihren Briefen. Mitteilungen des Vereins für Geschichte Dresdens, Heft 32, E. Heinrich, Dresden-Neustadt 1937. Digitalisat